# Erich Stach (Fußballspieler)
Erich Stach war ein deutscher Fußballspieler.

## Karriere
Über sein früheres Leben ist nichts bekannt.
Stach gehörte dem SC Minerva 93 Berlin als Stürmer an, für den er in der Saison 1931/32 in der vom Verband Brandenburgischer Ballspielvereine organisierten Berliner Meisterschaft ein Punktspiel bestritt. In dem in zwei Gruppen ausgetragenen Wettbewerb schloss er mit seinem Verein seine Premierensaison in der Gruppe A als Sieger ab. Mit diesem Erfolg nahm der an der Finalrunde des VBB teil und belegte mit einem Punkt hinter dem Berliner Tennis-Club Borussia Platz zwei. Mit diesem Erfolg war seine Mannschaft zur Teilnahme an der Endrunde um die Deutsche Meisterschaft berechtigt. Doch bereits die Auftaktveranstaltung am 8. Mai 1932 im Münchener Heinrich-Zisch-Stadion gegen den FC Bayern München, dem späteren Deutschen Meister, wurde im Achtelfinale mit 2:4 verloren.
In seiner gesamten Karriere kam es nur zu einem Einsatz in der Saison 1931/32. Hierbei schoss der Mittelfeldspieler kein Tor.
Über sein restliches Leben ist nichts bekannt.

## Erfolge
- Zweiter der Berliner Meisterschaft 1932